# NHK佐贺放送局
NHK佐賀放送局（日语：／），又称NHK佐贺广播电视台，是日本放送協會位於佐贺縣佐贺市、負責主管當地事務的放送局。

## 概要
1941年（昭和16年）6月，當時作為熊本中央放送局的辦公室而設置，半年後成為臨時電視臺，開始了播放業務。1948年（昭和23年）正式晉升為電視臺，1969年（昭和44年）開始作為綜合電視臺首次用UHF開始對全縣電視播放。新辦公室於2021年（令和3年）9月30日竣工，隔年5月9日開始使用。

## 外部連結
- NHK佐賀放送局 （页面存档备份，存于）
- NHK佐賀放送局的X（前Twitter）